# ونگنلور
ونگنلور (به انگلیسی: Venganellur) یک روستا در هند است که در Thrissur district واقع شده‌است.

## خصوصیات
ونگنلور ۱۰٬۴۳۱ نفر جمعیت دارد.